# Marie-Charlotte de La Trémoille
Ne pas confondre avec Charlotte-Catherine de La Trémoille, princesse de Condé, Charlotte de La Trémoille, comtesse de Derby et Charlotte-Amélie de La Trémoille, comtesse d'Aldenbourg.
Marie-Charlotte de La Trémoille née le 26 janvier 1632 à Thouars et décédée le 24 août 1682 à Iéna est la fille d'Henri Ier de La Trémoille, troisième duc de Thouars, deuxième duc de La Trémoille, et de Marie de La Tour d'Auvergne.

## Biographie
Elle épouse le 10 juin 1662 à Paris le prince Bernard de Saxe-Iéna, fils de Guillaume de Saxe-Weimar. Le mariage a été conclu en vue renforcer les liens entre la Maison de Wettin et Louis XIV. La mariée appartenant à l'une des familles les plus prestigieuses de France, les négociations ont duré près de huit mois.
Marie-Charlotte s'installe à Iéna, et a cinq enfants, dont deux survivent à l'enfance :
- Guillaume (24 juillet 1664 - 21 juin 1666) ;
- fille mort-née (7 avril 1666) ;
- Bernard (9 novembre 1667 - 26 avril 1668) ;
- Charlotte-Marie de Saxe-Iéna (20 décembre 1669 - 6 janvier 1703, Gräfentonna) mariée en 1683 au duc Guillaume-Ernest de Saxe-Weimar (1662–1728), jusqu'en 1690.
- Jean-Guillaume (28 mars 1675 - 4 novembre 1690), duc de Saxe-Iéna.

Le mariage est malheureux et peu de temps après avoir obtenu la seigneurie d'Iéna, Bernard veut divorcer pour épouser sa maîtresse, Marie-Élisabeth de Kospoth, dont il a une fille, Émilie-Éléonore, née le 20 septembre 1672.
Les efforts du duc pour divorcer échouent, aucun juriste ou théologien ne voulant l'approuver. En 1674, un jésuite le marie avec sa maîtresse, créant un cas de bigamie. Bernard se réconcilie finalement avec son épouse et fait annuler son second mariage.
Marie-Charlotte meurt à Iéna et est enterrée dans la Stadtkirche.